# Guillaume Mauduit
Guillaume Mauduit, 8e comte de Warwick, est né aux environs de 1221 et décédé le 8 janvier 1268. Il était un noble anglais et il a participé à la deuxième guerre des barons.

## Biographie

### Ascendance
Guillaume de Mauduit est le fils de Lady Alice de Newburgh (aussi appelée Alice de Beaumont, elle-même fille du 4e comte de Warwick et de sa seconde épouse, Alice de Harcourt) et de William de Mauduit. Il est donc le petit-fils de Waleran de Beaumont, 4e comte de Warwick. Le père de William de Mauduit est seigneur de Hanslope et chambellan héréditaire de l'Échiquier. Ce titre remonte à un autre William Mauduit qui occupait cette fonction pour le roi Henri Ier d'Angleterre. Après la mort de sa demi-cousine, Marguerite de Beaumont, 7e comtesse de Warwick suo jure, il devient Comte de Warwick en juin 1253, Marguerite de Beaumont étant décédée sans descendance.

### Seconde guerre des Barons
Guillaume de Mauduit est favorable au roi Henri III lors de la seconde guerre des Barons de 1264-1267. Durant cette période, une attaque surprise contre le château de Warwick, sa résidence, eut lieu. Les forces de Simon de Montfort, 6e comte de Leicester, du château de Kenilworth, dirigée par John Giffard, ont perpétré cette attaque. Selon le chroniqueur du XVe siècle, John Rous, les murs du côté nord-est du château de Warwick ont été détruits, de sorte que « cela ne devrait pas être une force pour le roi » . Guillaume et sa femme sont faits prisonniers dans le château de Kenilworth et y sont détenus jusqu'au paiement d'une rançon de 1 900 marks.

### Descendance
Guillaume a épousé Alice de Segrave, fille de Gilbert de Segrave (lui-même fils de Stephen de Segrave et sa première femme) et Amabil de Chaucombe. De ce mariage, ils n'ont pas eu d'enfants. Guillaume de Mauduit décède sans descendance. À son décès, ses biens sont légués à sa sœur Isabel de Mauduit, épouse de Guillaume de Beauchamp, seigneur d'Elmley. Isabel mourut peu de temps après son frère, et le titre passa à son fils Guillaume de Beauchamp, 9e comte de Warwick.